# Castrol
Castrol est une société spécialisée dans la conception et la vente de lubrifiants pour moteurs.
Depuis 2000, Castrol fait partie du groupe BP (British Petroleum), mais elle a gardé son identité de marque. Les lubrifiants Castrol continuent d'être présents à travers le monde.
En janvier 2017, la marque annonce son retour en Formule 1 comme partenaire technique de constructeur.

## Historique

Logo jusqu'en 2023.

Castrol a été fondée en 1899 à Cheapside, Londres par Charles Cheers Wakefield (en), sous le nom d’origine « Wakefield Oil Company ». Elle a été rebaptisée Castrol en 1909 en référence à l'huile de ricin, qui se dit Castor oil en anglais, entrant dans la composition de certains de ses lubrifiants.
En 1966, Castrol est rachetée par la « British oil company Burmah », formant une nouvelle société Burmah-Castrol.
En 2000, la compagnie Burmah-Castrol est rachetée par le groupe pétrolier BPAmoco (BP depuis 2002) qui se sépare des activités chimiques de Burmah pour disposer, par l'acquisition de Castrol, d'une gamme complète de lubrifiants qu'elle vend dans ses stations-services,,. Mais, dans ces rachats successifs, Castrol conserve une identité spécifique comme marque de lubrifiants.
Cette société est active dans les sports mécaniques : elle est partenaire de plusieurs équipes en motocyclisme (moto-cross et MotoGP), en particulier Suzuki, et depuis janvier 2017, la marque a fait son retour en Formule 1 en nouant un partenariat technique et stratégique avec l'écurie de course F1 Renault ou Alpine,